# ليون روبنسون
ليون روبنسون (بالإنجليزية: Leon Robinson)‏ (و. 1962 – م) هو ممثل، وممثل تلفزيوني، من الولايات المتحدة الأمريكية، ولد في مدينة نيويورك.

## وصلات خارجية
- ليون روبنسون على موقع IMDb (الإنجليزية)
- ليون روبنسون على موقع ألو سيني (الفرنسية)
- ليون روبنسون على موقع أول موفي (الإنجليزية)
- ليون روبنسون على موقع قاعدة بيانات الأفلام السويدية (السويدية)
- ليون روبنسون على موقع إن إن دي بي (الإنجليزية)
- ليون روبنسون على موقع ديسكوغز (الإنجليزية)
- ليون روبنسون على موقع قاعدة بيانات الفيلم (الإنجليزية)
- ليون روبنسون على موقع كينوبويسك (الروسية)
- ليون روبنسون على موقع كينوبويسك (الروسية)